# Лазар Петров
Лазар Пенев Петров е български иконописец от Македония.

## Биография
Лазар Петров е роден през 1811 година в горноджумайското село Бистрица, тогава в Османската империя. Учи в Света гора и работи в Зографския и Хилендарския манастир. Прави икони за софийската църква „Свети Никола Стари“ (построена 1836 година, изгоряла в 1944 година), както и за църкви в Сярско, Солунско, Битолско, Щип, Кочани и Кюстендил. След освобождението на България работи в Македония, а през 1880 година се прехвърля в България. След 1886 година рисува в Дупница, умира около 1900 година в София.